# Bistum al-Ubayyid

Übersicht der Diözesen in Sudan und Südsudan; Nr. 1 ist das Bistum al-Ubayyid

Das römisch-katholische Bistum al-Ubayyid (lateinisch Dioecesis Elobeidensis, arabisch الأبيض al-Ubayyid; Alternativschreibung El Obeid, seltener El-Obeid oder El Obied) umfasst die sudanesischen Bundesstaaten Schamal Kurdufan, Dschanub Kurdufan, Gharb Kurdufan, Schamal Darfur, Dschanub Darfur und Gharb Darfur. Namensgebend ist die Hauptstadt des Bundesstaates Schamal Kurdufan al-Ubayyid.

## Geschichte
Am 10. Mai 1960 wurde das Apostolische Vikariat al-Ubayyid aus Gebietsabtretungen des Apostolischen Vikariats Khartum gegründet. Am 12. Dezember 1974 wurde das Apostolische Vikariat zum Bistum erhoben und dem Erzbistum Khartum als Suffraganbistum unterstellt.

## Bischöfe
Apostolische Vikare von al-Ubayyid (1960–1974)
- Edoardo Mason MCCI (10. Mai 1960–1969)

Bischöfe von al-Ubayyid (ab 1974)
- Paulino Lukudu Loro MCCI (5. März 1979–19. Februar 1983)
- Macram Max Gassis MCCI (12. März 1988–28. Oktober 2013)
- Michael Didi Adgum Mangoria (28. Oktober 2013–15. August 2015, dann Koadjutorerzbischof von Khartum)
- Yunan Tombe Trille Kuku Andali (seit 13. Februar 2017)

## Gemeinden
In folgenden Orten bestehen katholische Pfarreien:
- al-Ubayyid (gegründet um 1871–1883)
- Dilling (gegründet um 1973)
- Mading Achwey (gegründet am 23. März 1955)
- Abyei (gegründet am 23. Mai 1962)
- Kaduqli (gegründet um 1954)
- an-Nahud (gegründet um 1954)
- al-Faschir (Die Kirche ist um 1938 von den und für die Gläubigen der Melkitisch-katholischen Kirche gebaut worden. Um 1954 übernahm die katholische Gemeinde des lateinischen Ritus die Kirche.)
- Nyala (gegründet um 1961)
- Babanusa (gegründet um 1977)
- Heiban (gegründet um 1987)
- Gidel (gegründet um 1997)
- Kauda (gegründet um 1997)
- Lumon (gegründet um 1996)